# Božena Perdykulová
Bozena Perdykulova (Checoslovaquia) es una gimnasta artística checoslovaca, especialista en la prueba de salto de potro, con la que consiguió ser medallista de bronce mundial en 1974.

## Carrera deportiva
En el Mundial de Varna 1974 gana el bronce en la prueba de salto de potro, quedando situada en el podio tras las soviéticas Olga Korbut
(oro) y Ludmilla Tourischeva (plata).